# 红色恐怖
红色恐怖亦稱赤色恐怖（俄語：Кра́сный терро́р），一般指苏俄在列寧及斯大林時代实施的大规模处决、系统的镇压行为。这个词最早扬名是由1918年9月2日斯维尔德洛夫宣布开始的高压时期，苏联官方宣布10月即告结束。但是谢尔盖·梅尔古诺夫为代表的很多史学家将这个词用于整个俄国内战时期的政治迫害，这些行动一些由契卡 和布尔什维克军事情报局GRU执行。另外蘇維埃等政權把對手的對抗或鎮壓行為稱之為白色恐怖。毛澤東的武装革命政权的紅色恐怖和蔣中正對抗共產勢力的白色恐怖亦是一例。

## 苏联

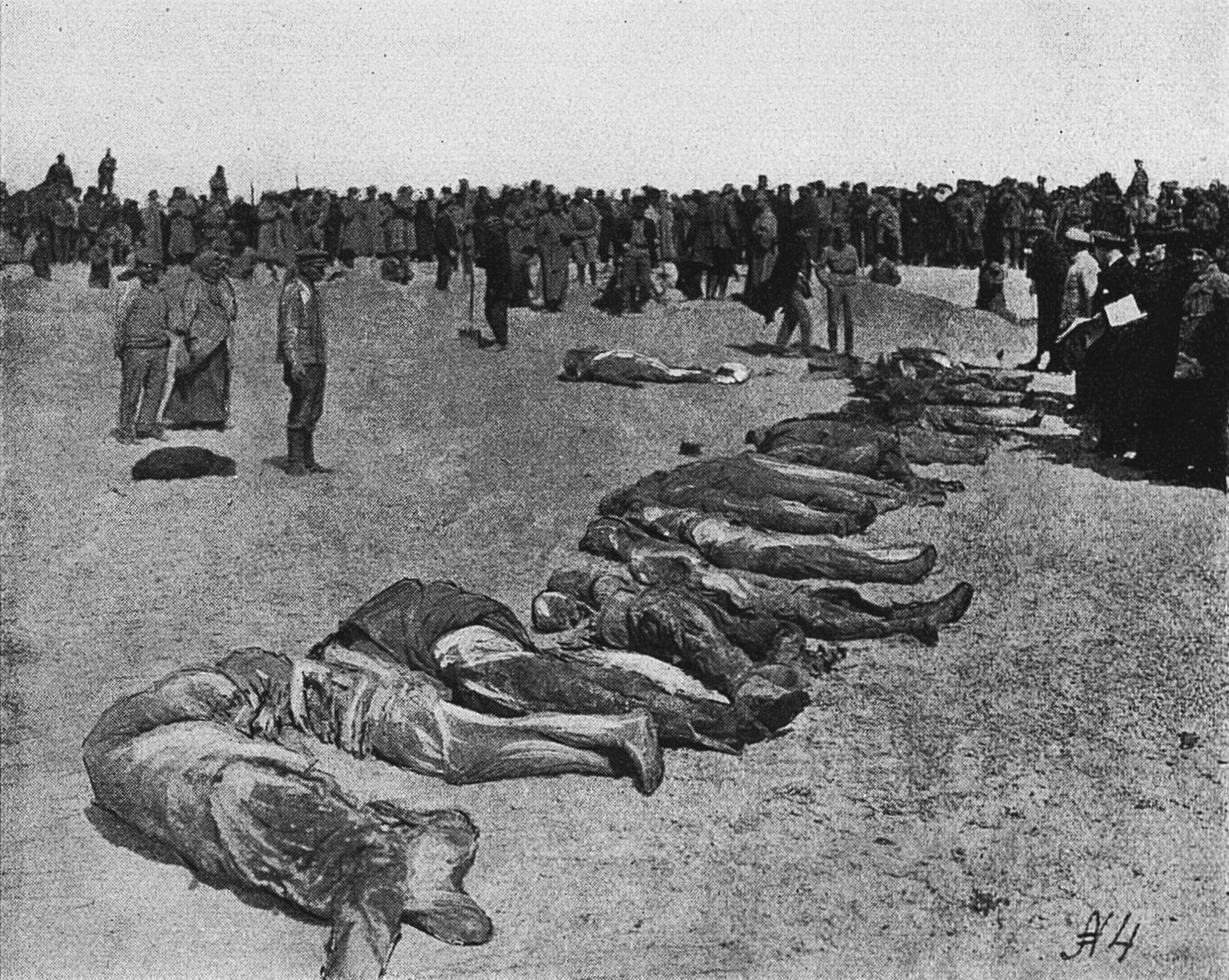
1918年克里米亚红色恐怖牺牲者

苏联大规模的政治运动以莱昂尼德·卡内尼瑟暗杀在彼得格勒的契卡领导人摩西·乌里茨基和1918年8月30日范妮·卡普兰暗杀列宁的报复正式开始。列宁伤愈后指示：“秘密地和紧急准备恐怖是必要的”即使被暗杀之前，列宁在下诺夫哥罗德发送电报“推行大规模恐怖”以回击那里民众的起义，并“镇压”奔萨那里反抗的地主以武力征粮：
同志们！在你们5个区起义的富农必须毫不留情的镇压……你们必须像那些人公示：⑴上吊（我的意思是当众上吊，这样人们都能看得见）至少100名人们知道的富农、有钱的恶棍和剥削者。⑵公布他们的名字。⑶没收他们全部粮食。⑷按我昨天电报的指示挑出人质。做所有能让周围数里的人都能看到他、理解他、颤抖，并告诉他们自己我们杀了吸血的富农并且我们还将继续做下去……列宁。附：找更可靠的人。
五百名“被推翻阶级的代表”在乌里茨基被暗杀后被布尔什维克共产主义政府立即处决。
1918年9月3日发表在《消息报》的第一份官方的红色恐怖的公告《告工人阶级书》号召“用大规模恐怖镇压反革命的九头蛇！......任何敢于散布轻微的谣言反对苏联统治的人将被立刻逮捕并送进集中营”。随后1918年9月5日契卡发布“红色恐怖”令。10月15日，契卡领导人葛雷波·勃基总结正式结束的红色恐怖，报告在彼得格勒有800名所谓的敌人被枪毙，并有其他6,229人被拘禁。高加索地区前两个月有10,000到15,000之间的人以《契卡周报》和其他官方刊物上列出的就地处决的名单被处决。人民委员会1918年9月5日发布的公告《关于红色恐怖》。
……授权全俄非常委员会对抗反革命、暴力和腐败分子并使之更有条不紊，指导大多数有责任的党员很有必要，把阶级敌人关进集中营来维护苏维埃共和国安全很有必要，所有跟白卫军组织、阴谋和叛变有联系的人都要被行刑队处决，公布被处决者的姓名以及判处他们的理由很有必要。
随着内战的进行，大量的囚犯、嫌疑犯和人质被以他们属于“有产阶级”处死，而且这样的数字在布尔什维克占领的城市有记录：

在哈尔科夫1919年2-6月有2,000到3,000之间的人被处决，还有其他1,000–2,000在那年12月这个城镇再次被夺取；在顿河畔罗斯托夫，1920年1月大约有1,000人；在敖德萨，1919年5到8月间有2,200人，然后1920年2月到1921年2月间有1,500–3,000人之间；在基辅，1919年2–8月有至少3,000人；在叶卡捷琳娜达尔，1920年8月和1921年2月之间至少有3,000人；在库班小镇阿爾馬維爾，1920年8–10月有2,000到3,000人之间。列表会一直继续下去。

在克里米亚，库恩·贝拉以弗拉基米尔·列宁的许可在1920年底打败彼得·弗兰格尔将军后把50,000名白军战俘和平民以枪决或绞刑处死。他们曾被保证投降后得到赦免。这被认为是内战中规模最大的屠杀之一。
1919年3月16日，所有契卡的军事分支组成单一武装共和国内卫部队，1921年有200,000人。这支部队巡查劳改营，运营古拉格，执行余粮收集制，镇压农民起义、暴动的工人和红军中的叛变。
布尔什维克政府中红色恐怖的主要组织者之一是第二军事人民委员扬·卡尔洛维奇·别尔津。他参加了十月革命并在随后工作在契卡的中央机关。红色恐怖中，伯津建立起抓捕和射杀人质的体系以阻止叛逃和其他“不忠和破坏行为”。身为拉脱维亚红军（后为红军第15军）特殊部门首长的伯津在1921年3月镇压俄国水军的喀琅施塔得起义中发挥了作用。

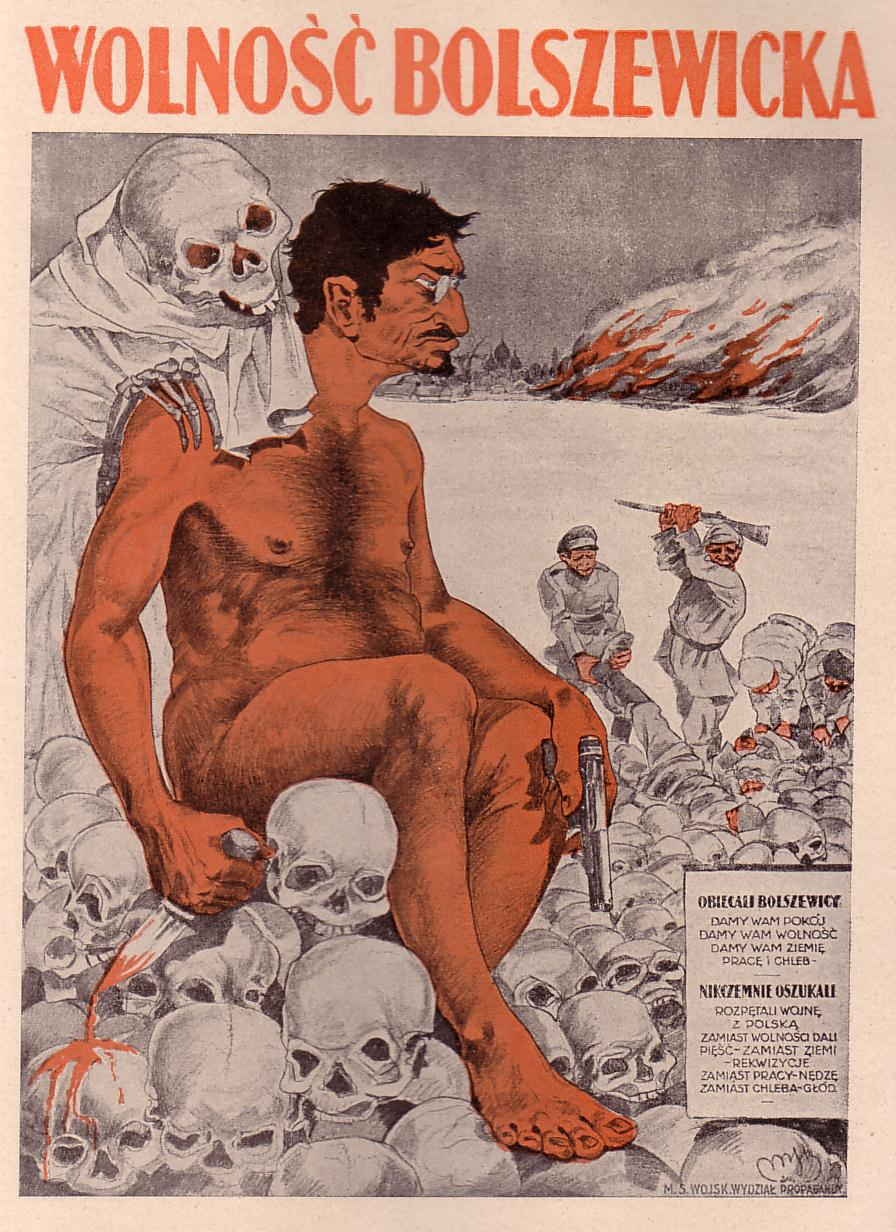
“布尔什维克的自由”——波苏战争时期带有列夫·托洛茨基裸体漫画的波兰反犹政治宣传画。

### 对农民
契卡的内卫部队和红军依靠众多人质对恐怖主义策划进行实践，常与强力动员起来的农民逃脱相关。据信1919和1920年超过3百万人从红军逃跑。大约500,000逃亡者在1919年被捕，而且有将近800,000人在1920年被契卡部队和特别师组建去对抗逃兵。上千名逃兵被杀，而且他们的家庭被劫为人质。根据列宁的指示，
逃跑者七天自首的最后期限过了以后，为了人民的事业，必须加强对这些屡教不改的叛徒的惩罚。家庭和经发现要以任何方式给予援助的人都作为人质并慎重对待。
1918年9月，俄国仅12个省就有48,735名逃跑者和7,325名匪徒被捕，1,826人被杀以及2,230人被处死。来自契卡部门的一份报告称：
雅罗斯拉夫尔省，1919年6月23日。彼得罗巴甫洛夫斯卡亚小区叛逃者的起义被镇压。叛逃者的家庭被抓为人质。在我们开始射击每个家庭的任何一人的时候，绿军从森林中出现并投降。四分之三的叛逃者作为示例射杀。
镇压坦波夫叛乱期间，估计有约100,000反抗的农民和家庭被拘禁或放逐，并有约15,000人被处死。
这次战役标志着古拉格的建立，而且一些学者估计70,000人在1921年9月被捕（这个数字不包括那些在叛乱地区的集中营的人，如坦波夫）。这些集中营的环境导致了很高的死亡率，并有“重复的大屠杀”。霍尔莫戈雷的契卡营地采用采取把捆绑的囚犯淹死在附近的北德维纳河的作法。偶尔在放弃城镇给白军之前通过大规模射击囚犯“清空”整个监狱。

### 对工人
1919年3月16日，契卡猛攻普提洛夫工厂。超过900名罢工的工人被捕，其中超过200人在随后几天未经审讯就被处决。许多袭击发生在1919年春的圖拉、奥廖尔、特维尔、伊万诺沃和阿斯特拉罕。饥饿的工人试图获取和这些红军士兵相应食物供应。他们还要求废除布尔什维克的特权、出版自由和选举自由。所有罢工被契卡以逮捕和处决无情镇压。
在阿斯特拉罕市，罢工者和加入他们的红军战士被装进死亡驳船，而且上百人脖子上绑着石头扔进伏尔加河。1919年3月12至14日间有2,000到4,000人被枪毙或淹死。此外，镇压还宣称600到1,000名資產階級存在。近期发表的历史档案指出这是布尔什维克镇压喀琅施塔得起义之前最大的一桩屠杀。
然而，罢工还在继续。列宁担心的是关于乌拉尔地区工人的紧张局势。1920年1月29日，他发送电报给弗拉基米尔·斯米尔诺夫称“我惊讶你这么轻率就采取行动，并且不立即处死大群蓄意破坏罪的罢工者”。

## 中华人民共和国
在近代中國歷史上，著名的紅色恐怖實施者有紅衛兵、中共中央特科、江苏农民运动等。

#### 文革红八月
在中華人民共和國，“红色恐怖”一般特指文化大革命时期，从1966年夏天的“红八月”开始，红卫兵普遍盛行暴力武鬥（批鬥、抄家、打人）时为武鬥合理性辩护、叫好的口号。北京市6中后院首都红卫兵纠察队西城区分队（简称“西纠”）私设“劳改所”的刑讯室曾书写过用人血涂抹的“红色恐怖万岁”标语。虽然这种情况貌似个别存在，却典型地反映出红卫兵文化的特征，也呼应了把人划分为革命与反革命、人民与牛鬼蛇神的阶级斗争官方意识形态，使其获得极端化表达。
中共中央主席毛泽东与红卫兵宋彬彬“要武嘛”的著名对话（1966年8月18日）强烈暗示了暴力的革命性、合法性。同时毛泽东《湖南农民运动的考察报告》中的一段话“革命不是请客吃饭，不是做文章，不是绘画绣花，不能那样雅致，那样从容不迫，文质彬彬，那样温良恭儉让。革命就是暴动，是一个阶级推翻一个阶级的暴烈的行动”被谱写成“毛主席语录歌”广为传唱。既从感性上怂恿人们崇尚暴力，更为暴力的施行提供了历史和理论的阐述，毛泽东8月22日批准名为《严禁出动警察镇压革命学生运动》的文件，更让全国警察都对红卫兵行凶打人杀人容忍默许。
与此对应的现实是，打人从校园里的打老师开始，批判资产阶级学术权威（并学术界推广到各行各业的权威）的戴高帽挂黑牌，到与破四旧偕行的抄家打人，批斗走资派……据旅美学者丁抒的估计，文革初期被打死的约在10万左右（官方统计说是北京市被打死1,700余人），因不能忍受屈辱、毒打而自杀的有20万。其时红袖章、红旗、红宝书、红海洋盛行，红色作为革命象征已经被泛化到社会生活的方方面面，连打人这样的野蛮行为也被冠以“红色恐怖万岁”的名称，给予正义性、诗意化的豪迈修饰。在革命的名义下，生命的尊严、价值被肆意贬低、轻蔑，乃至彻底否定。

#### 文革屠杀及武斗
更加极端的例子是北京大兴县“大兴事件”（1966年）、湖南零陵地区道县“道县事件”（1967年）对黑五类灭门的事件。其中北京大兴县从8月27日至9月1日，县内13个公社（最突出的大辛庄公社杀了近100人）、48个大队（最突出的黎明大队杀了60多人）先后杀害了325人，最大的80岁，最小的38天，有22户人家被杀绝。湖南道县在60多天里动用了武装部和公安、基干民兵等组织力量，甚至成立了派性组织的“贫下中农最高法院”；杀死4,193人（零陵地区全境杀死7,696人），年纪最大的78岁，最小的10天。其手段有从刀枪、棒打、绳勒到沉水、火烧、活埋等10种。1968年7、8月广西宾阳县由县革委到区、公社逐级动员安排，使全县的23种人（地主分子、富农分子、反革命分子、坏分子、右派分子，国民党区分部书记、三青团骨干、保长、镇长、警长、宪兵、反动会道门、劳改释放人员、劳动教养释放人员、劳改就业人员、劳教就业人员、投机倒把分子、被杀、被关和外逃反革命分子坚持反动立场的家属）有3,951人被打死或被逼致死，总之文革期间发生了各种无政府主义的野蛮暴行和混乱中以剥夺他人人权满足自己慾望的行径。
相对说来，发生于1966年的西纠和大兴县事件对贯穿文革全过程的暴力行为更具有普遍性（日常性），而发生于武鬥高潮的湖南道县、广西宾阳县事件阶段性特征（派性冲突）较突出。

## 紅色高棉
1975年起，红色高棉在柬埔寨激进推行农业共产主义，进行了三年红色恐怖统治和“红色高棉大屠杀”，直至1979年初越南入侵进而全面占领而迅速终止。

## 香港
1967年的六七暴动，被反共人士认为是香港红色恐怖严重的时期。当时，沙头角枪战有5名边境警员被中共武装分子杀害，北角亦有一对华人姐弟被亲共分子放置的炸弹杀害，商台广播员林彬亦被左派分子杀害。
香港政权移交后的2001年，董建华当局向当年左派分子头目，亲共组织工联会的杨光颁发大紫荆勋章，惹来争议，认为是对恐怖主义行为的肯定。

## 澳门
澳葡政府统治的时代，因为澳葡政府官员的施政过当，引起民众怒火，而澳门极左派份子在中共暗助下发动了“一二·三事件”，而中共的实质介入也因此浮上台面，中共当局对澳门实施封锁，最后葡萄牙当局只得向北京让步，容许亲共社团进入澳门社会，以维持统治权。而葡萄牙在1974年4月25日康乃馨革命后实行的去殖民化政策，正式放弃海外所有殖民地，但因北京拒绝收回澳门主权，澳门作为“葡萄牙统治下的中国领土”直至1999年12月20日。
1999年12月20日澳门主权移交以后，首任特首何厚铧大力推行澳门基本法第23条，在无遭遇太大阻拦后，最终在立法会顺利通关，并基于此实施了《内部保安纲要法》及《维护国家安全法》，赋予澳门当局能使用任何手段打击被认为危害国家安全的人士，进一步加强北京对澳门的控制力。

### 引用
1. ↑  顧正萍. . 秀威出版. 1 November 2012: 78–  [2013-12-11]. ISBN 978-986-326-012-7. （原始内容存档于2021-03-19）."由共產主義发起的迫害是紅色恐怖"
2. ↑  Sergei Petrovich Melgunov, The Red Terror in Russia, Hyperion Pr (1975), ISBN 978-0-88355-187-5 See also: The Record of the Red Terror （页面存档备份，存于）
3. 1 2 3 4 5 6 7  Nicolas Werth, Karel Bartošek, Jean-Louis Panné, Jean-Louis Margolin, Andrzej Paczkowski, Stéphane Courtois, The Black Book of Communism: Crimes, Terror, Repression, 哈佛大学出版社, 1999, 精装本, 858 pages, ISBN 978-0-674-07608-2
4. 1 2  Edvard Radzinsky Stalin: The First In-depth Biography Based on Explosive New Documents from Russia's Secret Archives, Anchor, (1997) ISBN 978-0-385-47954-7, pages 152–155
5. ↑  Suvorov, Viktor, Inside Soviet Military Intelligence, New York: Macmillan (1984)
6. ↑  . 河南人民出版社. 1988  [2013-12-11]. （原始内容存档于2014-10-06）.
7. ↑  康正果. . . 國立臺灣大學出版中心. 2012: 112–  [2013-12-11]. ISBN 978-986-03-2775-5. （原始内容存档于2020-06-24）. 按大陸歷史課本的記載，蔣中正從血腥清黨即開始了國民黨的白色恐怖，因爲他用暴力手段鎮壓了“革命”——即中共領導的暴力罷工和打砸搶排洋暴行等城市恐怖活動。共產黨從此在城市失去搞暴動的條件，才退到農村搞起暴力分田。白色恐怖，或者說國家暴力，就這樣與中共武裝革命的紅色恐怖廝殺起來。這裡有一個基本的是非標準和普世的法權觀念需要一提：不管你共產主義的理想被宣揚得多麽正義和崇高，發動群衆剝奪別人的田產，甚至動用私刑處罰被指責為敵對階級的地主，放在任何國家，都要遭到國家暴力的制止和鎮壓。蔣中正的失誤只是沒能通過剿共消除紅色恐怖，反而弄得它愈演愈烈，以致在歷史的陰差陽錯中眼看著中共的武力壯大到不得不與之談判和商量共治的地步。後來經重慶談判，本有可能建立聯合政府，蔣本人卻執意要打仗，最終把自己打出了局。
8. 1 2  Christopher Andrew and Vasili Mitrokhin (2000). The Mitrokhin Archive: The KGB in Europe and the West. Gardners Books. ISBN 978-0-14-028487-4, page 34.
9. ↑  Signed by People's Commissar of Justice D. Kursky, People's Commissars of Interior G.Petrovsky, Director in Affairs of the Council of People's Commissars Vl.Bonch-Bruyevich, SU, #19, department 1, art.710, 04.09.1918
10. ↑  V.T.Malyarenko. "Rehabilitation of the repressed: Legal and Court practices". Yurinkom. Kiev 1997. pages 17–18.
11. ↑  亚历山大·尼古拉耶维奇·雅科夫列夫. "GULAG: The main directory of camps. 1918–1960". MFD. Moscow 2000.
12. ↑  To the declaration for the Red Terror is 92 years （页面存档备份，存于） (Ukrainian)
13. ↑  Black Book, page 106
14. ↑  Donald Rayfield. Stalin and His Hangmen: The Tyrant and Those Who Killed for Him. Random House, 2004. ISBN 978-0-375-50632-1 p. 83
15. ↑  Gellately, Robert. . Knopf. 2007: 72. ISBN 1-4000-4005-1.
16. ↑  Black Book, page 100
17. ↑  Suvorov, Viktor, Inside Soviet Military Intelligence, New York: Macmillan (1984)
18. ↑  Gellately, Robert. . Knopf. 2007: 75. ISBN 1-4000-4005-1.
19. ↑  Gellately, Robert. . Knopf. 2007: 58–59. ISBN 1-4000-4005-1.
20. ↑  Gellately, Robert. . Knopf. 2007: 59. ISBN 1-4000-4005-1.
21. ↑  Figes, Orlando. . Penguin. 1998: 647. ISBN 0-14-024364-X.
22. ↑  Black Book, pages 86–87.
23. ↑  Black Book, page 88.
24. ↑  Black Book, page 90.
25. ↑  徐友漁. . Chinese University Press. 1999: 279–. ISBN 978-962-201-894-5. （原始内容存档于2013-12-14）.
26. ↑  . 人民中国出版社. 1993  [2013-12-11]. ISBN 978-7-80065-415-2. （原始内容存档于2017-03-07）.
27. ↑  . 档案出版社. 1983  [2013-12-11]. （原始内容存档于2017-03-08）.
28. ↑  熊景明; 宋永毅; 余國良. . The Chinese University Press. 2018-06-15  [2019-12-11]. ISBN 978-988-17563-3-6. （原始内容存档于2021-12-19） （俄语）.
29. ↑  . Radio Free Asia.   [2019-12-10]. （原始内容存档于2019-12-10） （中文（中国大陆））.
30. ↑  . 独立中文笔会.   [2019-12-10]. （原始内容存档于2019-12-10）.
31. ↑  王友琴. . 芝加哥大学.   [2019-12-10]. （原始内容存档于2018-12-26）.
32. ↑  王, 友琴. . 開放雜誌社. 2004/5/1. ISBN 978-9627934127.
33. ↑  高皋、严家其《“文化大革命”十年史》，天津人民出版社1986年版